# Sani Abacha
El general Sani Abacha (Kano, 20 de septiembre de 1943-Abuya, 8 de junio de 1998) fue un político nigeriano. Fue el décimo presidente de Nigeria entre 1993 y 1998. A su muerte, estuvo a punto de traspasar el poder a un gobierno civil el octubre de 1998, implementado en octubre de 1995, aunque la transición a la democracia llegó definitivamente en mayo del 1999 por el general Abubakar.

## Biografía
Abacha estuvo involucrado en dos golpes de estado no sangrientos, que llevaron al poder y depusieron al general Muhammadu Buhari en 1983 y 1985. Cuando el general Ibrahim Babangida fue nombrado presidente y comandante en jefe de las Fuerzas Armadas de la República Federal de Nigeria en 1985, Abacha fue nombrado jefe del Personal militar. Fue nombrado ministro de Defensa en 1990.
Abacha tomó el poder del gobierno de Ernest Shonekan, al que Ibrahim Babangida había puesto en el poder tras la anulación de las elecciones del 12 de junio de 1993, en las que había vencido Moshood Kashimawo Olawale Abiola. El gobierno de Abacha se caracterizó por las violaciones de los derechos humanos, incluido el ahorcamiento del activista Ogoni Ken Saro-Wiwa y por posicionarse rotundamente del lado de los intereses de grandes multinacionales que operaban en Nigeria,  protegiéndolas del rechazo por parte de sectores de la población. La brutalidad de su régimen lo hizo impopular para la mayor parte de los nigerianos.
Abacha murió a los 54 años de edad en la residencia presidencial de Abuya, debido a un infarto de corazón provocado por una sobredosis de viagra que se encontraba consumiendo junto a dos prostitutas. Tras su muerte, el también militar Abdulsalami Abubakar, juró el cargo de jefe de Estado. Abubakar nunca había tenido un cargo público y se apresuró a anunciar una transición a la democracia, con un gobierno civil dirigido por Olusegun Obasanjo. El nuevo jefe de Estado difundió información según la cual Abacha era un traidor y había saqueado el tesoro público. 
De acuerdo con las fuentes del nuevo gobierno, Abacha y su entorno disponían de unos 4000 millones de dólares en bienes en el extranjero.

## Industria petrolera y conflictos
En Nigeria, primera potencia petrolera de África, cuya población sigue siendo una de las más pobres del continente, el maná petrolero extraído por los majors occidentales favorece, desde hace décadas, el enriquecimiento y el mantenimiento en el poder de las élites y de sus clientelas. Beneficiarias de un sistema donde la multinacional Shell tenía la parte del león, algunas amasaron así fortunas considerables. A principios de los años 1990, el delta del Níger, desbordante en petróleo, se transformó en escenario de las violentas confrontaciones entre las minorías étnicas locales que acusaban a Shell de atentar contra su cultura y medio ambiente y las fuerzas de seguridad nigerianas encargadas de proteger las instalaciones petroleras.
En 1993, el Movimiento para la supervivencia del pueblo Ogoni, dirigido por el escritor Ken Saro-Wiwa, consigue movilizar decenas de miles de personas contra Shell. La situación se convierte en causa internacional, hasta el punto de que el número uno mundial del petróleo debe interrumpir su producción. Para reiniciarla, el gobierno del general Sani Abacha pone en marcha una represión asesina. Centenares de ogonis son encarcelados y en algunos casos sumariamente ejecutados. Dos años después, Ken Saro-Wiwa y ocho militantes ogonis serían ejecutados, a pesar de las protestas internacionales. El escándalo alcanzó importantes dimensiones. Desde entonces, la compañía admitió que se había visto "obligada", a pagar directamente a las fuerzas de seguridad nigerianas al menos en una ocasión, en 1993.